# 김도현 (1994년)
김도현은 대한민국(서울 관악구 출생) 피아니스트이다.
피아니스트 김도현은 서울예고 졸업 후 서울대학교 1학년 재학 때 미국 클리블랜드 음악원(Cleveland Institute of Music)으로 가서 백혜선, 세르게이 바바얀을 사사했음.  2017~2019년 줄리아드 음악원 대학원(Julilliard School)에서 세르게이 바바얀 사사로 석사를 취득, 현재(2021년) 클리블랜드 음악원 전문연주자과정을 다니고 있으며 대한민국에서는 변정은, 주희성 교수를 사사했다.
그는 고교재학(서울예고)시절부터 시작해서 한국과 미국의 많은 대회에서 수상을 했으며, Anne-Marie McDermott, Jean-Yves Thibaudet, Kirill Gerstein, Edward Auer의 마스터클래스에 참여했다. 또한 베일 뮤직 페스티벌, 길모어 뮤직 페스티벌 그리고 그밖에 많은 페스티벌에 참여했음.
○ 2017년 스위스 베르비에 페스티벌 방돔 피아노 콩쿠르에서 공동2위 (1등 없음)를 수상  
○ 2019년 제16회 차이코프스키 콩쿠르에 참여하여 1st 라운드를 통과하고 2nd 라운드까지 갔는데 아쉽게도 파이널 라운드는 가지 못했습니다만,  지휘자 발레리 게르기예프로부터 세미파이널 최고 연주 특별상을 받음.
- WINNERS' GALA (SAINT PETERSBURG)  https://tch16.medici.tv/en/replay/#filter?slug=winners-gala-saint-petersburg
- Semi-Final  https://tch16.medici.tv/en/replay/#filter?slug=semi-final-with-do-hyun-kim
○ 2021년 제63회 페루초 부조니 국제 피아노 콩쿠르에서 2위와 현대음악 최고연주상 수상
- 부조니 콩쿠르 예선 ( 김도현  Do-Hyun Kim )  https://tv.naver.com/v/21744153